# Dekanat Gryfice
Dekanat Gryfice – jeden z dekanatów należący do archidiecezji szczecińsko-kamieńskiej.

## Parafie
Do dekanatu należą parafie:
- Brojce (pw. Najświętszego Serca Pana Jezusa),
- Górzyca (pw. Niepokalanego Poczęcia NMP),
- Gryfice (pw. Najśw. Serca Pana Jezusa),
- Gryfice (pw. Wniebowzięcia NMP),
- Mechowo (pw. św. Andrzeja Boboli),
- Wicimice (pw. św. Józefa),
- Wyszobór (pw. św. Stanisława Kostki),
- Świeszewo (pw. MB Częstochowskiej).

## Dziekan i wicedziekan
- Dziekan: ks. kan. dr Kazimierz Półtorak[2]
- Wicedziekan: vacat
- Ojciec duchowny: ks. mgr Krzysztof Sebastianów

## Galeria kościołów w dekanacie

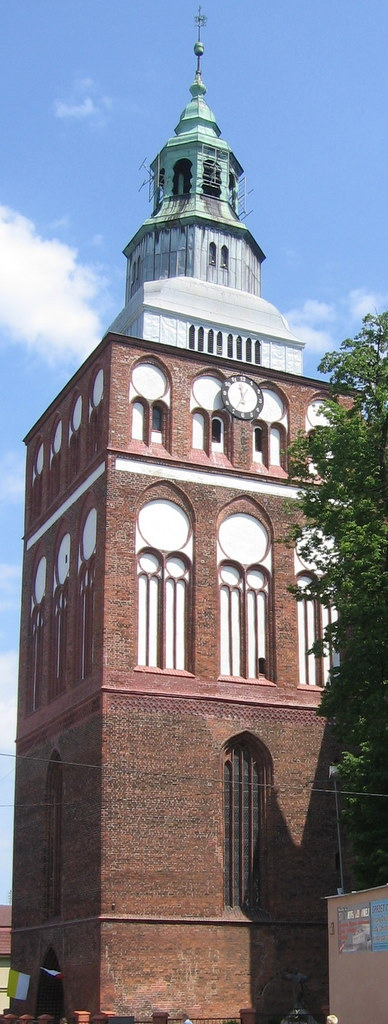
Kościół Mariacki pw. Wniebowzięcia NMP w Gryficach
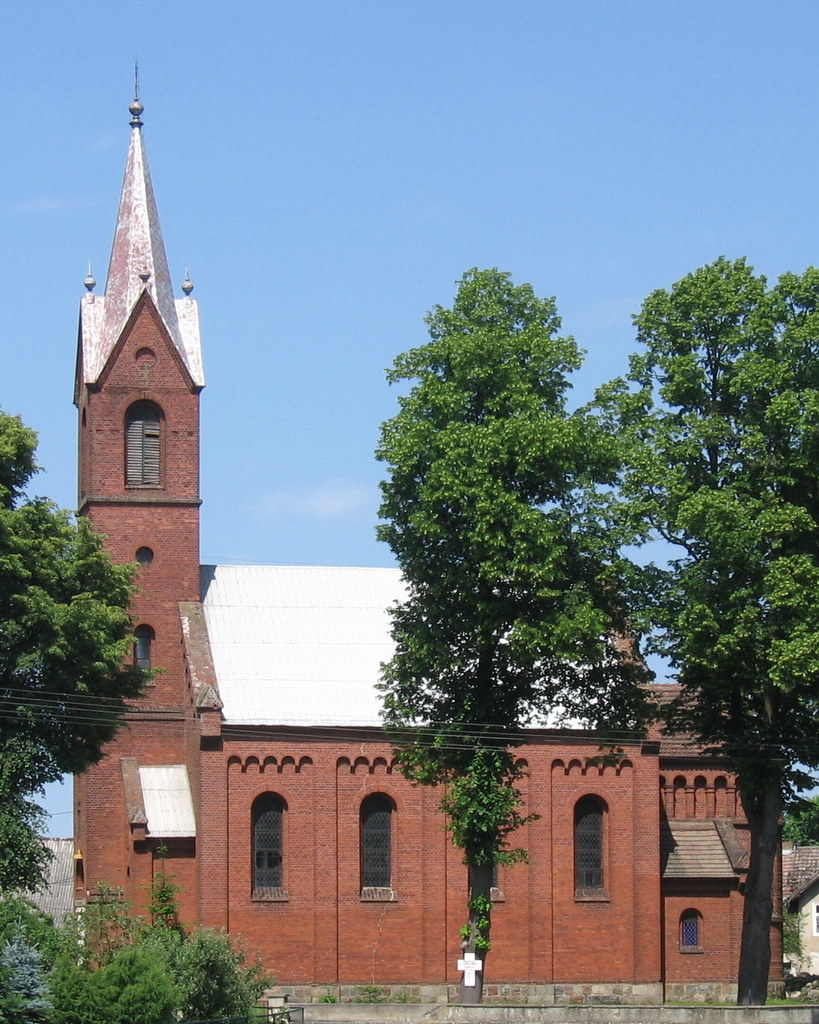
Kościół pw. Niepokalanego Poczęcia NMP w Górzycy
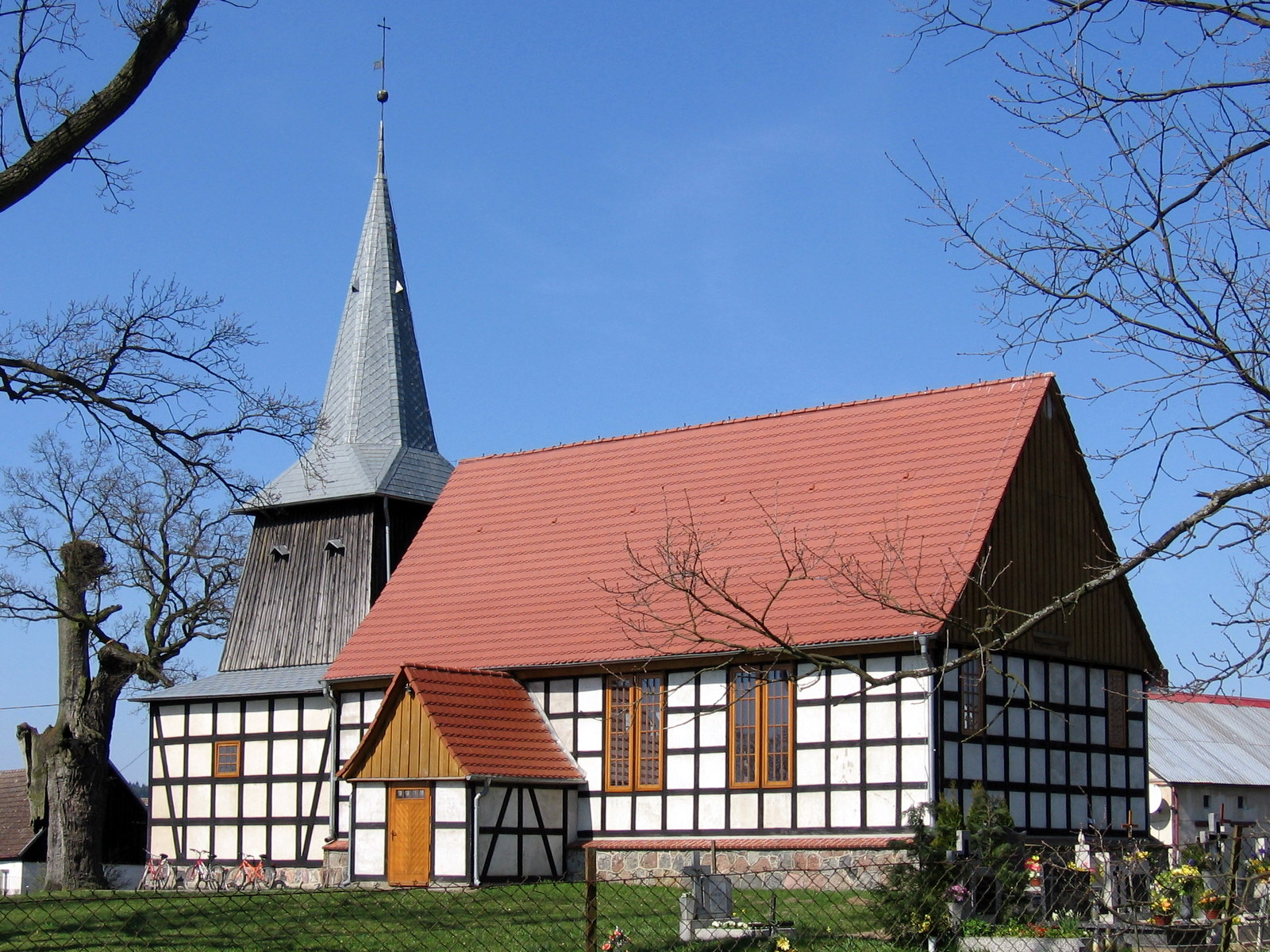
Kościół w Świeszewie
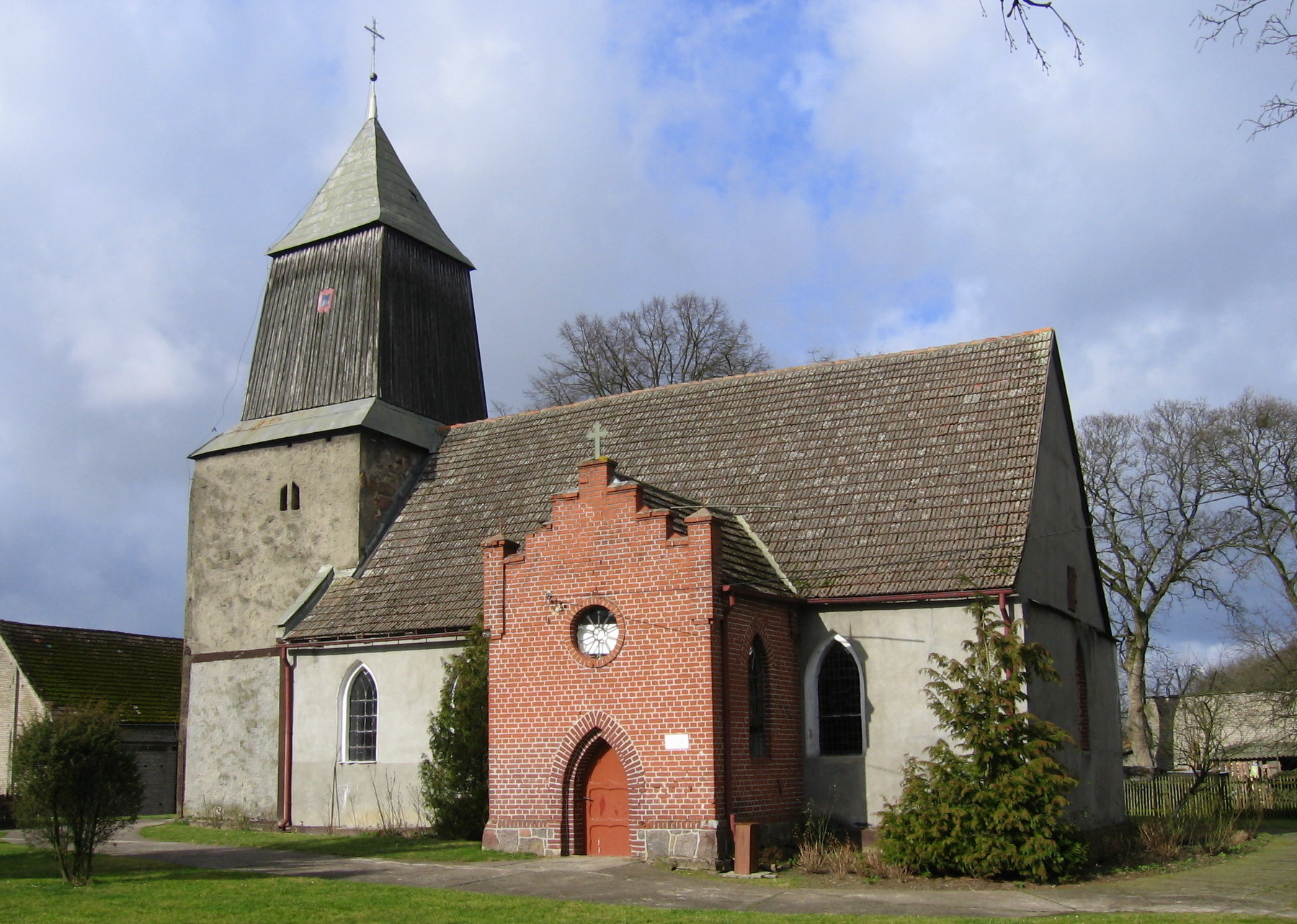
Kościół w Mechowie
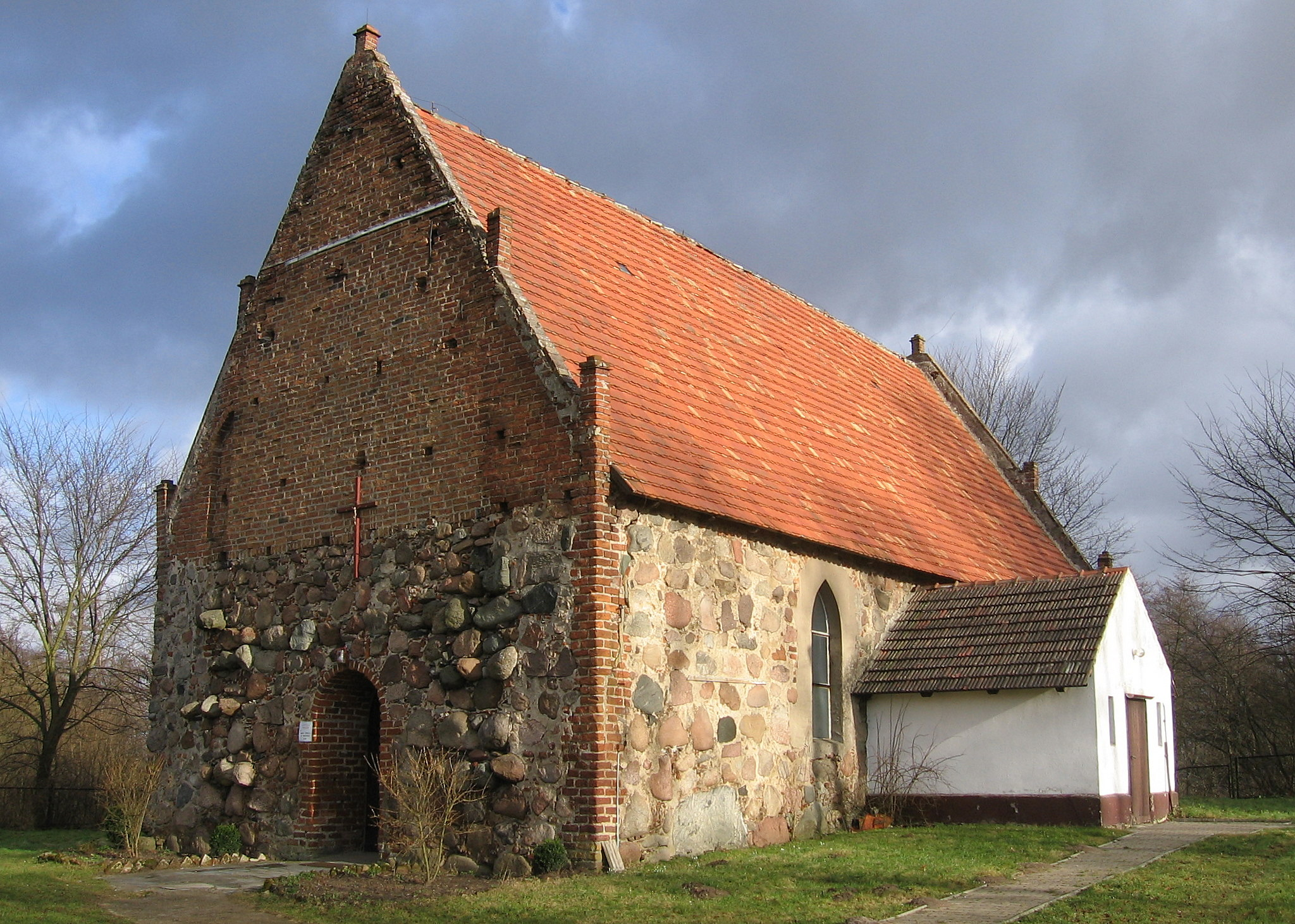
Kościół filialny pw. Matki Boskiej Różańcowej w Baszewicach
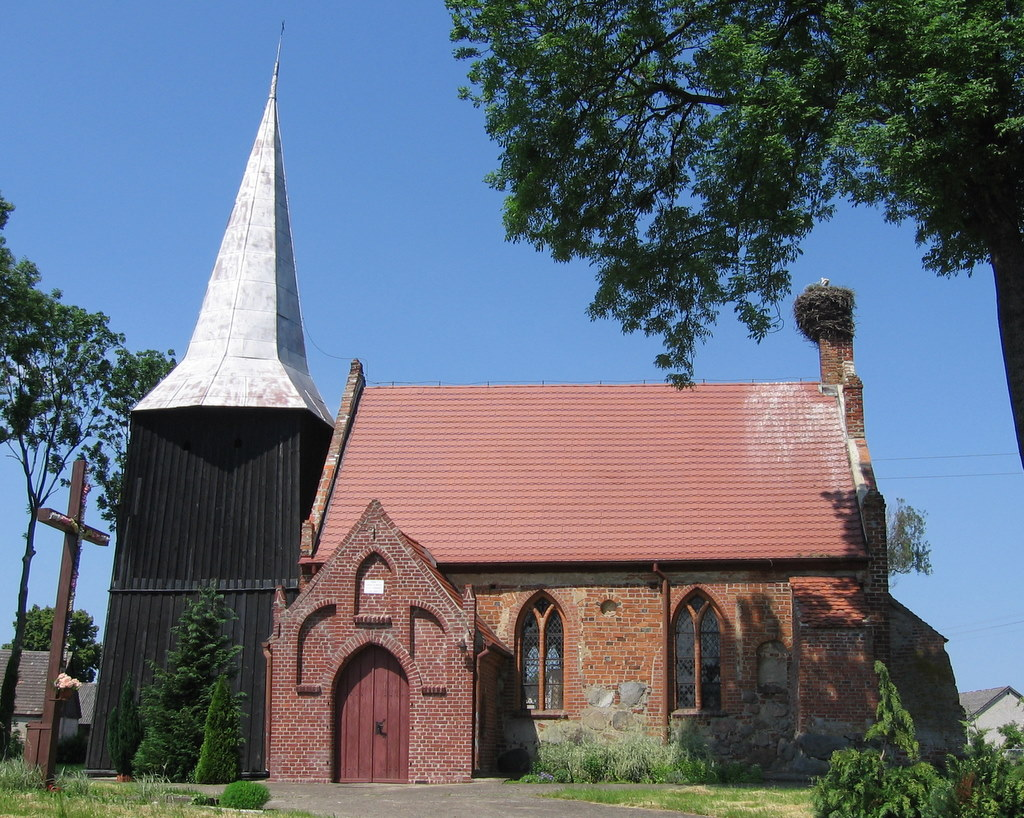
Kościół filialny pw. Matki Boskiej Królowej Świata w Kłodkowie
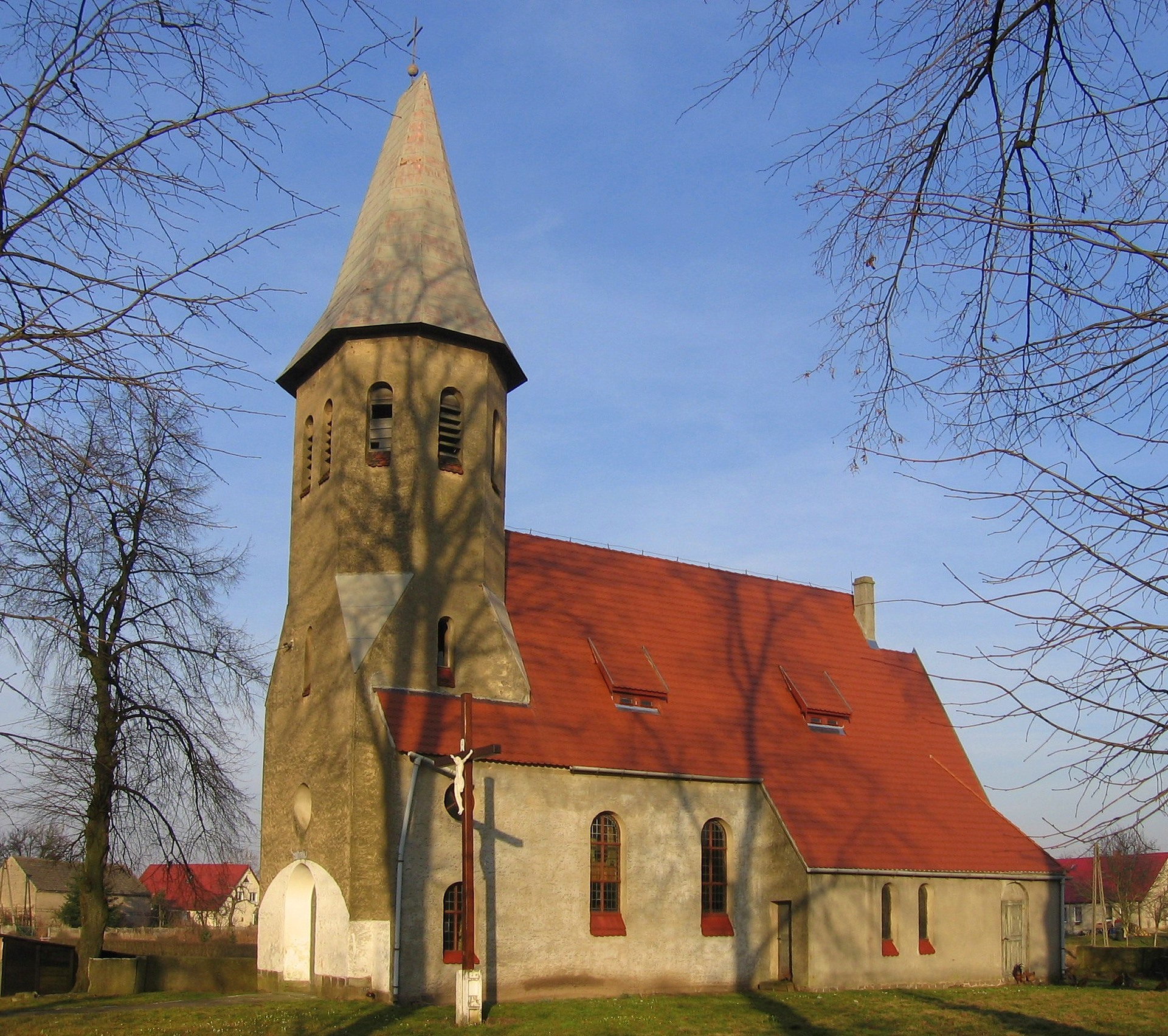
Kościół filialny pw. Podwyższenia Krzyża Świętego w Otoku
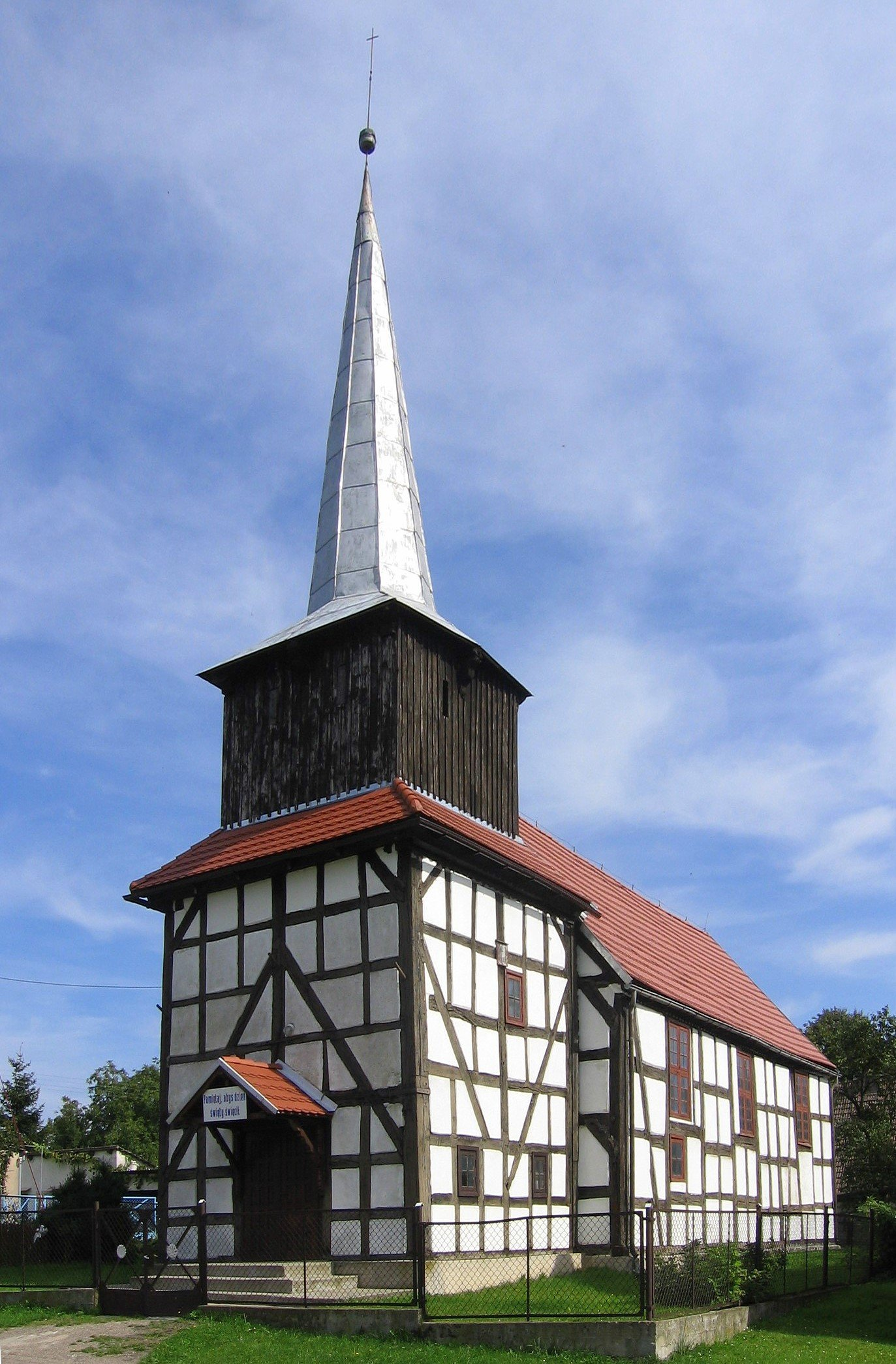
Kościół filialny pw. Matki Boskiej Częstochowskiej w Rotnowie